# Denis Makarov
Denis Ievgueniévitch Makarov (en russe : Дени́с Евге́ньевич Мака́ров) est un footballeur russe né le 18 février 1998 à Togliatti. Il évolue au poste d'ailier ou de milieu de terrain au Dynamo Moscou.

## Biographie

### Carrière en club

#### Débuts dans les divisions inférieures (2017-2019)
Natif de Togliatti, Denis Makarov intègre durant sa jeunesse l'académie de football Konopliov (en) située dans la même ville, où il effectue le gros de sa formation de joueur. Il quitte sa ville natale au mois d'août 2015 pour rejoindre les équipes de jeunes du Mordovia Saransk avant de partir pour Orenbourg un an et demi plus tard en février 2017. Alors âgé de 19 ans, il fait par la suite ses débuts professionnels sous les couleurs du club-école du FK Orenbourg-2 avec qui il dispute la troisième division lors de la saison 2017-2018, cumulant 23 apparitions pour cinq buts marqués tandis que son équipe termine avant-dernière de son groupe. Il marque notamment ses deux premiers buts le 1er septembre 2017 face au Nosta Novotroïtsk lors d'un match nul 2-2.
Durant l'été 2018, il rejoint les rangs du Neftekhimik Nijnekamsk avec qui il apparaît à douze reprises en championnat lors de l'exercice 2018-2019 et inscrit cinq buts tandis que le club termine premier du groupe Oural-Privoljié et accède à la deuxième division. Il est par ailleurs élu meilleur jeune de ce même groupe à l'issue de la saison. Pour ses débuts au deuxième échelon, Makarov se fait rapidement remarquer en étant buteur par huit fois lors de ses huit premiers matchs, cette performance lui valant notamment d'être élu meilleur joueur du championnat pour le mois d'août 2019. Il est ensuite buteur à trois autres reprises durant le reste de la première partie de saison, cumulant onze buts en vingt matchs.

#### Rubin Kazan (2020-2021)
Les performances de Makarov durant le second semestre 2019 lui valent d'être repéré par plusieurs équipes de la première division, dont notamment le CSKA Moscou et le Rubin Kazan. Il rejoint finalement les rangs de cette dernière équipe durant le mois de janvier 2020, justifiant ce choix par le désir d'évoluer sous les ordres de l'entraîneur Leonid Sloutski et son assistant Oleg Veretennikov.
Makarov fait ses débuts sous ces nouvelles couleurs, et par extension dans l'élite, le 1er mars 2020 face au FK Tambov peu après ses 22 ans. Il apparaît par la suite à neuf reprises, inscrivant son premier but le 5 juillet 2020 face à son ancien club d'Orenbourg avant d'être à nouveau buteur quatre jours plus contre Krasnodar, permettant aux siens de s'imposer 1-0 dans les deux cas. Il connaît ensuite un bon début de saison 2020-2021 en marquant quatre buts lors des cinq premiers matchs, dont notamment le but de la victoire en fin de match contre le CSKA Moscou (2-1) le 22 août 2020 suivi d'un doublé face à Oufa quatre jours plus tard pour une victoire 3-0. Il termine par la suite la saison sur un bilan de sept buts marqués en 28 journées de championnat, ce qui aide le Rubin à finir en quatrième position. Son but contre le Zénith Saint-Pétersbourg le 8 mars 2021 est par la suite élu meilleur but de la saison 2020-2021.

#### Dynamo Moscou (depuis 2021)
Le 6 août 2021, Makarov rejoint les rangs du Dynamo Moscou dans le cadre d'un contrat de cinq années.

### Carrière en sélection
Makarov est appelé pour la première fois avec la sélection russe espoirs de Mikhaïl Galaktionov en octobre 2020 et prend notamment part au Championnat d'Europe espoirs l'année suivante. Il dispute à cette occasion les trois matchs de la phase de groupes qui s'achève par l'élimination de la Russie, marquant un but face à l'Islande à l'occasion d'une victoire 4-1. Il est par la suite nommé dans l'équipe du tournoi.
Il est pour la première fois appelé avec la sélection A par Stanislav Tchertchessov le 11 mai 2021, intégrant à cette occasion la liste élargie dans le cadre de l'Euro 2020 avant d'être confirmé dans la liste finale annoncée le 2 juin suivant. Il ne dispute cependant aucune rencontre tandis que la Russie est éliminée à l'issue de la phase de groupes.

## Statistiques
| Saison                | Club                   | Championnat           | Championnat | Championnat | Coupe(s) nationale(s) | Coupe(s) nationale(s) | Total | Total |
| Saison                | Club                   | Division              | M.          | B.          | M.                    | B.                    | M.    | B.    |
| 2017-2018             | FK Orenbourg-2         | D3                    | 23          | 5           | -                     | -                     | 23    | 5     |
| 2018-2019             | Neftekhimik Nijnekamsk | D3                    | 18          | 7           | 3                     | 0                     | 21    | 7     |
| 2019-2020             | Neftekhimik Nijnekamsk | D2                    | 20          | 11          | -                     | -                     | 20    | 11    |
| 2020-2021             | Rubin Kazan            | D1                    | 9           | 2           | -                     | -                     | 9     | 2     |
| 2020-2021             | Rubin Kazan            | D1                    | 28          | 7           | 2                     | 2                     | 30    | 9     |
| 2021-2022             | Rubin Kazan            | D1                    | 1           | 0           | -                     | -                     | 1     | 0     |
| 2021-2022             | Dynamo Moscou          | D1                    | 25          | 3           | 6                     | 2                     | 31    | 5     |
| 2022-2023             | Dynamo Moscou          | D1                    | 15          | 3           | 4                     | 2                     | 19    | 5     |
| Total sur la carrière | Total sur la carrière  | Total sur la carrière | 139         | 38          | 15                    | 6                     | 154   | 44    |

## Palmarès
Dynamo Moscou
- Finaliste de la Coupe de Russie en 2022.